# Jean-Pierre Rampal

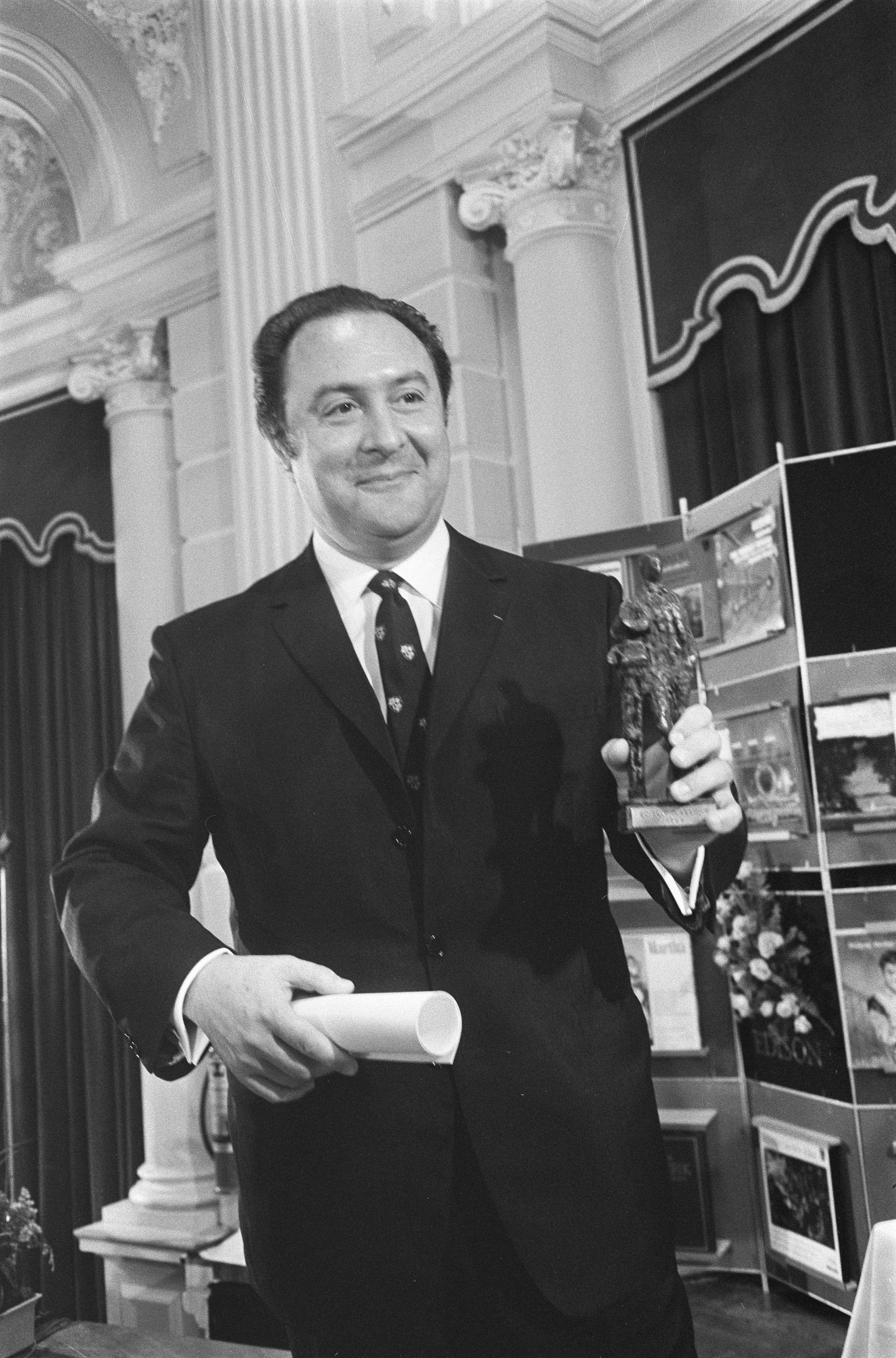
Jean-Pierre Rampal, Amsterdam 1969

Jean-Pierre Rampal (Marsiglia, 7 gennaio 1922 – Parigi, 20 maggio 2000) è stato un flautista francese.

## Biografia
Rampal iniziò tredicenne a studiare dapprima con il padre, per proseguire al Conservatorio di Parigi, dove vinse il "Première Prix de virtuosité" e dove, in seguito, sarà anche insegnante. Tuttavia il padre preferì indirizzare il figlio verso una strada che si sarebbe rivelata più sicura per il suo futuro, anziché fargli intraprendere la carriera musicale, e difatti il giovane Rampal, nonostante il suo amore per il flauto venne avviato agli studî di medicina all'Università di Parigi, dove rimase per soli tre anni.
Alcuni tra i più grandi compositori del Novecento, tra cui Pierre Boulez, Francis Poulenc (Sonata per flauto e pianoforte) André Jolivet, così come Krzysztof Penderecki e anche Leonard Bernstein hanno scritto brani per lui. Ha inoltre collaborato con le più grandi personalità musicali del suo tempo, tra le quali Mstislav Rostropovitch, Isaac Stern (due tra i suoi più cari amici) e il Trio Pasquier e ha fondato il Quintette à vents français e l'Ensemble baroque de Paris. Numerosissime sono anche le sue incisioni discografiche, effettuate prevalentemente per l'ex etichetta discografica statunitense CBS divenuta alla fine degli anni ottanta Sony Classic, ma anche e soprattutto per la francese Erato. Nella musica jazz ha collaborato con il pianista Claude Bolling, nella suite per Flauto e Jazz Piano Trio scritta da quest'ultimo.
La sua celebrità anche fuori dal mondo musicale è testimoniata da un'apparizione come ospite nel decimo episodio della quinta stagione del Muppet Show
Si è dedicato anche alla direzione d'orchestra a partire dall'inizio degli anni ottanta, lavorando regolarmente con la Scottish Chamber Orchestra e producendosi come direttore anche in alcune registrazioni discografiche e in parte nella doppia veste di solista/direttore.
Ha suonato un flauto Louis Lot in oro, l'unico esistente al mondo, acquistato nella bottega di un antiquario e
un Haynes sempre in oro (matricola n.29333).
È morto all'età di 78 anni nel 2000 ed è sepolto nel cimitero di Montparnasse a Parigi.
A lui è dedicato un concorso internazionale che, con cadenza annuale premia i migliori flautisti sotto i trent'anni.